# Bornerbroek
Bornerbroek (Nedersaksisch: Boornerbrook) is een kerkdorp in de Twentse gemeente Almelo in de Nederlandse provincie Overijssel. Het dorp heeft ongeveer 2000 inwoners. Tot de gemeentelijke herindeling van 1 januari 2001 behoorde het dorp tot de gemeente Borne.

## Geschiedenis
Al in de middeleeuwen wordt reeds melding gemaakt van het gebied Bi(e) den Broecke. Zoals het suffix -broek aangeeft, heeft hier in eerdere tijden een moeras gelegen. Ook de hier aanwezige veldnamen, zoals De Mors (tegenwoordig een wijk in Bornerbroek), wijzen hierop. In de late middeleeuwen was Bornerbroek een aanduiding voor een aantal bij elkaar gelegen boerderijen.
In de 16e eeuw was Bornerbroek een zelfstandige marke binnen het richterambt Borne, naast de andere marken Zenderen en Hertme. Door de eeuwen heen bestond er voortdurend onenigheid over de richterambtsgrenzen tussen Almelo en Borne. Ook de grens met de marke Zenderen was niet helder; Bie den Brooke werd regelmatig tot de marke Zenderen gerekend.
Na opheffing van de marken in de 19e eeuw bleef Bornerbroek agrarisch georiënteerd. Een echte dorpskern op de kruising van de weg van Borne naar Enter met de weg van Almelo naar Delden ontstond pas in de loop van de 19e en 20e eeuw. Volgens overlevering zou het dorp aanvankelijk meer richting Enter worden gesitueerd, maar onderweg zou de as van de wagen, waarmee de stenen voor de nieuw te bouwen kerk werden vervoerd, zijn gebroken, waarop werd besloten alhier de eerste St. Stephanuskerk te bouwen.
Het eerste kerkgebouw, dat werd gebouwd rond het begin van de 19e eeuw, werd in 1834 met een subsidie van Rijkswaterstaat verbouwd tot Waterstaatskerk. De huidige Sint-Stephanuskerk werd gebouwd in 1856 en in 1919-1920 ingrijpend verbouwd door Alexander Kropholler. Het kerkgebouw heeft thans de status van Rijksmonument.
De markeschool stond aan het begin van de 19e eeuw aan de Geurntjesdijk. Later bevond de lagere school zich in het voormalige parochiehuis waar tegenwoordig het Brookshoes staat. Aan het begin van de 20e eeuw wordt een nieuwe lagere school gebouwd net ten noorden van het kerkhof bij de St. Stephanuskerk. Dit schoolgebouw werd aanvankelijk uitgebreid; het oude gedeelte van de St. Stephanusschool langs de Pastoor Ossestraat werd na nieuwbouw halverwege de jaren '70 gesloopt. De kleuterschool, gelegen op een terrein tussen het kerkhof, het voormalige Wit-Gele Kruisgebouw en de nieuwbouw van de basisschool, werd gesloopt na het samengaan met de St. Stephanusschool in 1985. Later kwamen er ook veel andere kinderen uit Almelo in Bornerbroek op school.
Ook andere kenmerkende gebouwen in het dorpsgezicht van Bornerbroek, zoals het ABTB-gebouw, de Broekmolen, de zuivelfabriek en het voormalige verzorgingshuis St. Theresia van de Zusters Franciscanessen, zijn in de loop der jaren verdwenen.
Ongeveer 2 km ten noordoosten van Bornerbroek bevindt zich het oudste Nivon-natuurvriendenhuis, genaamd Krikkenhaar.
Stad: Almelo      Dorpen: Aadorp · Bornerbroek · Mariaparochie (deels)      Buurtschappen: Tusveld · Bavinkel · Deldenerbroek (deels)

Wijken: Binnenstad · De Riet · Noorderkwartier · Sluitersveld · Wierdensehoek · Nieuwstraat-Kwartier · Ossenkoppelerhoek · Hofkamp · Schelfhorst · Windmolenbroek

Voormalige gemeenten: Ambt Almelo · Stad Almelo

Overijssel · Steden en dorpen in Overijssel      Nederland · Provincies · Gemeenten